# Tuzly Lagunerne Nationalpark
Tuzly Lagunerne Nationalpark er et beskyttet område beliggende i Bilhorod-Dnistrovskyi Raion i Odessa oblast, i det sydlige Ukraine. Parken blev oprettet ved dekret fra Ukraines præsident Viktor Jusjtjenko den 1. januar 2010.
Nationalparkens område omfatter  Tuzly Lagunerne  som består af dele af de større laguner Shahany, Alibey, Burnas ; og de små laguner Solone Ozero, Khadzhyder, Karachaus, Budury, Martaza, Mahala, Malyi Sasyk og Dzhantshey.